# Alsophila minor
Alsophila minor là một loài thực vật có mạch trong họ Cyatheaceae. Loài này được (D.C. Eaton) R.M. Tryon mô tả khoa học đầu tiên năm 1970.